# Ясногірка (Чуднівська міська громада)
Ясногі́рка — село в Україні, у Чуднівській міській територіальній громаді Житомирського району Житомирської області. Населення становить 21 осіб (2024).

## Історія
У 1923—54 роках — адміністративний центр колишньої Цицелівської сільської ради Чуднівського району.
До 27.02.1961 року — Цицелівка, село Красносільської волості Житомирського повіту Волинської губернії.